# Xã Logan, Quận Knox, Nebraska
Xã Logan (tiếng Anh: Logan Township) là một xã thuộc quận Knox, tiểu bang Nebraska, Hoa Kỳ. Năm 2010, dân số của xã này là 68 người.